# Carinodes tepanecus
Carinodes tepanecus är en stekelart som först beskrevs av Cresson 1868.  Carinodes tepanecus ingår i släktet Carinodes och familjen brokparasitsteklar. Inga underarter finns listade.